# Ilıcaboğazı, Susurluk
Ilıcaboğazı là một xã thuộc huyện Susurluk, tỉnh Balıkesir, Thổ Nhĩ Kỳ. Dân số thời điểm năm 2010 là 226 người.